# تورنتون ویلسون
تورنتون ویلسون (انگلیسی: Thornton Wilson; ۸ فوریهٔ ۱۹۲۱ – ۱۰ آوریل ۱۹۹۹) مدیر عامل اجرایی اهل ایالات متحده آمریکا و از برندگان جایزه آکادمی ملی علوم بود.